# Шевченковский сельский совет (Решетиловский район)
Шевченковский сельский совет (укр. Шевченківська сільська рада) — входит в состав Решетиловского района Полтавской области Украины.
Административный центр сельского совета находится в с. Шевченково.

## Населённые пункты совета
- с. Шевченково
- с. Дружба
- с. Капустяны
- с. Шамраевка

## Ликвидированные населённые пункты совета
- с. Привольное